# پامیلا بیورکمن
پامیلا جین بیورکمن NAS, AAAS (زادهٔ ۱۹۵۶ در پورتلند، اورگان) یک بیوشیمیدان و زیست‌شناس مولکولی آمریکایی است. او استاد زیست‌شناسی و مهندسی زیستی در مؤسسه فناوری کالیفرنیا (کلتک) است. تحقیقات او بر روی مطالعه ساختارهای سه‌بعدی پروتئین‌های مرتبط با مجموعه سازگاری بافتی اصلی کلاس یک، یا پروتئین‌های پیچیدگی عمده بافتی، که از اجزای سیستم ایمنی هستند، و پروتئین‌های دخیل در واکنش‌های ایمنی به ویروس‌ها متمرکز است. هدف بیورکمن بهبود کاربردهای درمانی موجود است. بیورکمن بیشتر به‌عنوان پیشگام در زمینه زیست‌شناسی ساختاری شناخته می‌شود.

## زندگی اولیه و تحصیلات

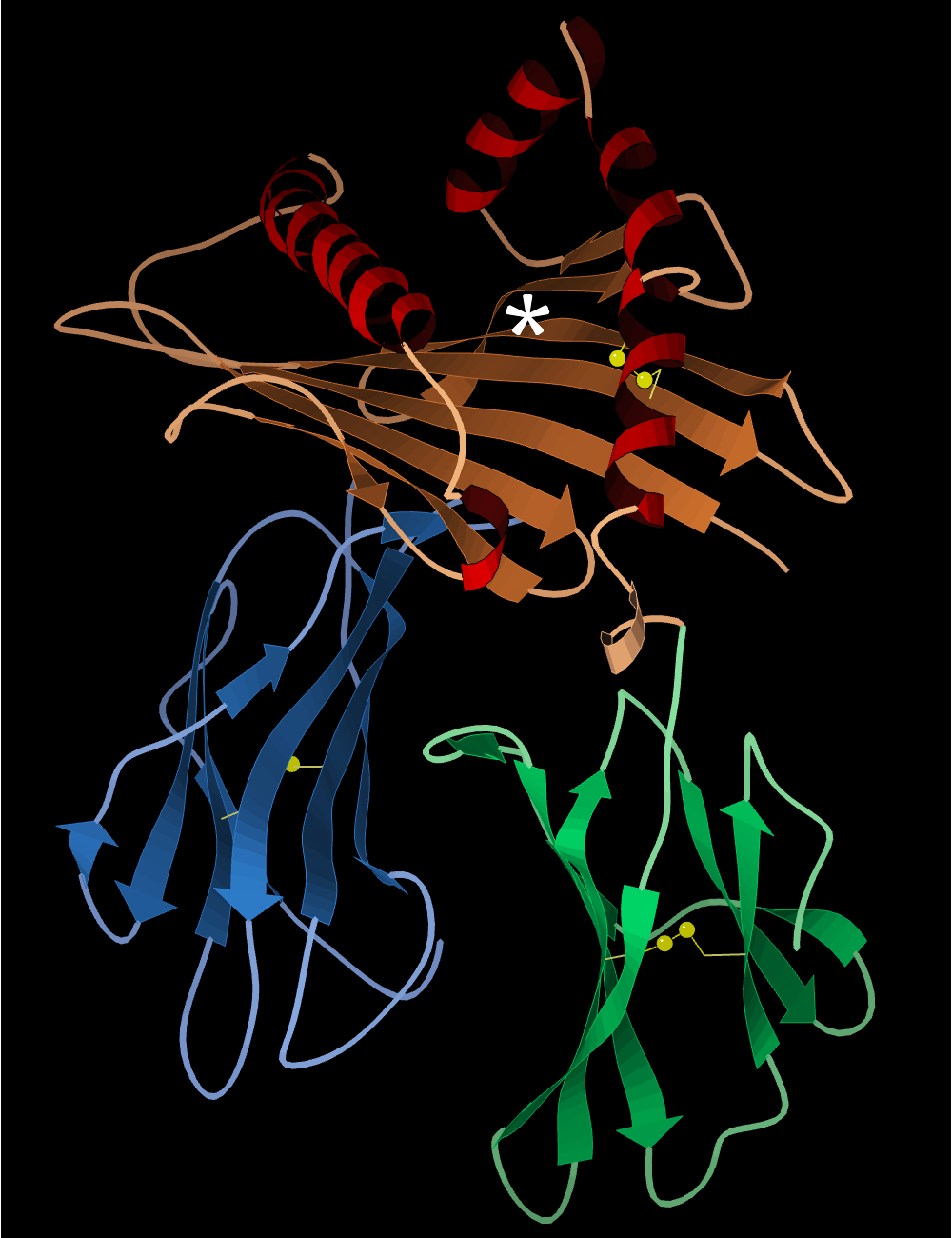
مولکول HLA-A2؛ شکاف آنتی‌ژن پپتیدی (علامت‌گذاری شده) در بخش بالایی

بیورکمن در سال ۱۹۵۶ متولد شد و در منطقه پارکروز، یکی از محله‌های پورتلند، اورگان، بزرگ شد. او از دوران دبیرستان به علم علاقه‌مند شد و یک سال در دانشگاه ویلامت تحصیل کرد، سپس به دانشگاه اورگن منتقل شد و در آنجا مدرک لیسانس شیمی را دریافت کرد. در دوران دانشجویی، بیورکمن تحقیقات آزمایشگاهی را با لری چرچ در کالج رید و او. هایز گریفیت در دانشگاه اورگن انجام داد.
در سال ۱۹۷۸، او دوره دکتری بیوشیمی خود را در دانشگاه هاروارد آغاز کرد و به آزمایشگاه دون کریگ وایلی، یک زیست‌شناس ساختاری آمریکایی که آزمایشگاهش از بلورنگاری پرتو ایکس استفاده می‌کرد، پیوست. بیورکمن در سال ۱۹۸۴ دکترای خود را از هاروارد دریافت کرد. او در آزمایشگاه وایلی به عنوان پژوهشگر پسادکترا باقی ماند و در نهایت اولین ساختار بلوری یک پروتئین MHC را حل کرد—آنتی‌ژن HLA-A2 انسان. این تحقیق در سال ۱۹۸۷ منتشر شد، ابتدا در وضوح ۳٫۵Å (ورودی PDB 1HLA) و سپس در وضوح ۲٫۶Å (ورودی PDB 3HLA).

## حرفه و تحقیقات
بیورکمن تحقیقات پسادکتری خود را در دانشگاه استنفورد در آزمایشگاه مارک دیویس ادامه داد و به مطالعه گیرنده لنفوسیت تی پرداخت که آنتی‌ژن‌های ارائه‌شده در شکاف اتصال پروتئین‌های MHC را شناسایی می‌کنند. آنها مدلی برای توضیح نحوه عملکرد این مکانیزم شناسایی توسعه دادند. در حین حضور در استنفورد، بیورکمن با نوروبیولوژیست کای زین ازدواج کرد که او نیز در حال حاضر استاد تمام در کلتک است. بیورکمن و زین دو فرزند دارند.
در سال ۱۹۸۹، بیورکمن به هیئت علمی زیست‌شناسی در مؤسسه فناوری کالیفرنیا پیوست و به عنوان استاد کمکی آغاز به کار کرد. او در سال ۱۹۹۵ ارتقا یافت و به عنوان استاد مشارک به شغف دائمی رسید و در سال ۱۹۹۸ به استاد تمام ارتقا یافت. او از سال ۱۹۸۹ تا ۲۰۱۵ پژوهشگر مؤسسه پزشکی هاوارد هیوز بود. بیورکمن در سال ۲۰۱۸ به عنوان استاد زیست‌شناسی و مهندسی زیستی دیوید بالتیمور و در سال ۲۰۲۱ به عنوان استاد مؤسسه مرکین منصوب شد.
آزمایشگاه بیورکمن در کلتک بر روی تحقیق در مورد واکنش‌های ایمنی به پاتوژن‌های ویروسی تمرکز دارد، با هدف نهایی بهبود درمان‌ها و کمک به توسعه واکسن‌ها. تحقیقات او به‌ویژه بر روی HIV-1، آنفلوآنزا، هپاتیت سی و از زمان همه‌گیری کووید-۱۹ بر روی کروناویروس سندرم حاد تنفسی ۲ متمرکز است. در طول همه‌گیری، بیورکمن با میشل نوسنزوایگ، یکی از همکاران همیشگی‌اش، برای مطالعه ساختارهای پروتئین اسپایک کروناویروس همکاری کرد. این تحقیقات برای توسعه واکسن‌ها در مواجهه با ظهور انواع جدید کرونا ویروس اهمیت دارد.
آزمایشگاه بیورکمن از تکنیک‌هایی مانند بلورنگاری پرتو ایکس، میکروسکوپ الکترونی، توموگرافی الکترونی، میکروسکوپی الکترونی انجمادی و میکروسکوپ فلورسانس برای مطالعه گلیکوپروتئین‌های پوشش پاتوژن‌ها و ساختارهای مولکولی درگیر در شناسایی سطح سلول‌های پاتوژن‌های ویروسی استفاده می‌کند. تحقیقات بیورکمن همچنین بر روی مهندسی آنتی‌بادی‌ها و توسعه نانوذرات موزاییکی برای استفاده در واکسن‌های مؤثر و گسترده تمرکز دارد.
تحقیقات بیورکمن در مجلاتی مانند نیچر و ساینس منتشر شده است.